# ألبرتو أندرادي
ألبرتو أندرادي (بالإسبانية: Alberto Andrade Carmona)‏ هو محامي وسياسي بيروفي، ولد في 24 ديسمبر 1943 في ليما في بيرو، وتوفي في 19 يونيو 2009 في واشنطن العاصمة في الولايات المتحدة بسبب تليف رئوي. حزبياً، نشط في Christian People's Party (Peru) ‏. وقد انتخب عضو مجلس الشيوخ البيروفي ‏ وانتخب عمدة ليما (1996 – 2002).
1. ↑   http://www2.congreso.gob.pe/Sicr/Prensa/heraldo.nsf/CNnoticiasanteriores/ed42baf7ebd54bd3052575db006544cf?OpenDocument. اطلع عليه بتاريخ 2021-04-12. {{استشهاد ويب}}: |url= بحاجة لعنوان (مساعدة) والوسيط |title= غير موجود أو فارغ (من ويكي بيانات) (مساعدة)
2. ↑   https://infogob.jne.gob.pe/Politico/FichaPolitico/alberto-manuel-andrade-carmona_historial-partidario_bzDz0Xpuv+o=DX. اطلع عليه بتاريخ 2024-01-20. {{استشهاد ويب}}: |url= بحاجة لعنوان (مساعدة) والوسيط |title= غير موجود أو فارغ (من ويكي بيانات) (مساعدة)